# Mirja Hietamies
Mirja Kyllikki Hietamies-Eteläpää (née le 7 janvier 1931 à Lemi et morte le 14 mars 2013 à Savitaipale) est une fondeuse finlandaise.

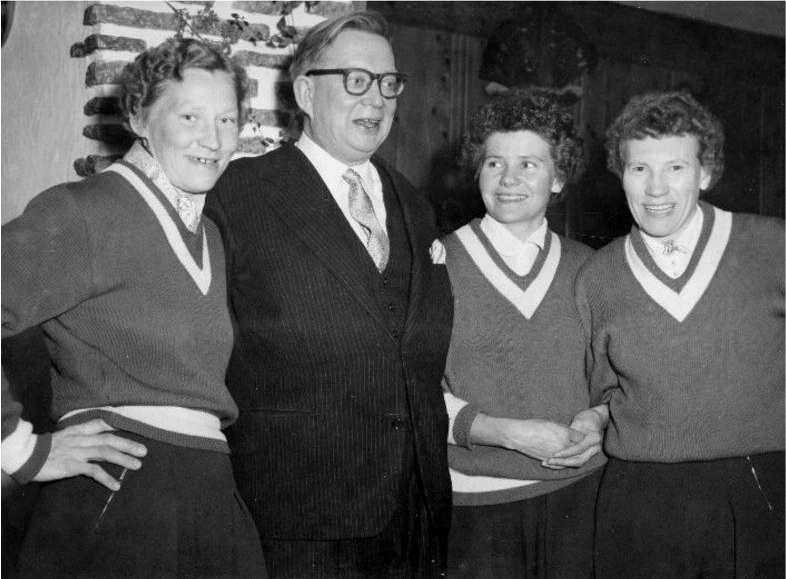
Les skieuses Siiri Rantanen, Mirja Hietamies et Eva Hög avec l'ambassadeur Asko Ivalo aux Jeux olympiques d'hiver de 1956 à Cortina d'Ampezzo.

## Jeux olympiques
- Jeux olympiques d'hiver de 1952 à Oslo 
  -  Médaille d'argent sur 10 km.
- Jeux olympiques d'hiver de 1956 à Cortina d'Ampezzo 
  -  Médaille d'or en relais 3 × 5 km.

## Championnats du monde
- Championnats du monde de ski nordique 1954 à Falun 
  -  Médaille d'argent en relais 3 × 5 km.
  -  Médaille de bronze sur 10 km.